# شرمان همسلی
شرمان همسلی (انگلیسی: Sherman Hemsley؛ ۱ فوریهٔ ۱۹۳۸ – ۲۴ ژوئیهٔ ۲۰۱۲) یک هنرپیشه اهل ایالات متحده آمریکا بود.

## گزیده نقش‌آفرینی‌ها
از فیلم‌ها یا برنامه‌های تلویزیونی که وی در آن نقش داشته‌است می‌توان به آثار زیر اشاره کرد.
- پای آمریکایی: کتاب عشق (۲۰۰۹)
- پیچ‌خورده (۲۰۰۰)
- منطقه نیمه‌روشن (سری تلویزیونی ۱۹۸۵) (۱۹۸۵, قسمت: "I of Newton")
- آلیس در سرزمین عجایب (فیلم ۱۹۸۵) (۱۹۸۵ تله‌فیلم)
- رنگ‌های زنده (۱۴ فوریه ۱۹۹۳)
- اتوبوس مدرسه جادویی (۱۹۹۵)
- تمام این‌ها (۱۹۹۷)
- تمام این‌ها (۱۹۹۷)
- جوابش را پیدا کن (۱۹۹۹)
- فامیلی گای (۲۰۰۵)
- همگی در خانواده (۱۹۷۹-۱۹۷۱)